# Isola Anchor
L'isola Anchor (Anchor Island in inglese) è un'isola situata all'interno del parco nazionale del Fiordland, nella regione di Southland della Nuova Zelanda.
L'isola è utilizzata come oasi per specie di uccelli a rischio di estinzione, quali il sellarossa o tieke e il kakapo.